# Global Boxing Union
Global Boxing Union (kurz GBU) ist ein in Deutschland ansässiger globaler Boxverband.
Die GBU weist personelle Verflechtungen mit dem Frauenboxverband WIBF auf, „deren Vorsitzende bei der GBU die Stellvertreterin ist, während ihr eigener Stellvertreter umgekehrt der GBU vorsitzt“.
Die bekanntesten Titelträger sind Alexander Petkovic und Vincent Feigenbutz.